# Richard Nový
Richard Nový (3. dubna 1937, Praha) je český veslař, reprezentant Československa, olympionik, který získal bronzovou medaili z Olympijských her. V Tokiu 1964 získal bronzovou medaili v osmiveslici. Byl i účastníkem LOH 1960. Působil na Fakultě strojní ČVUT v Praze, patřil k odborníkům ve vzduchotechnice a ve snižování hluku a vibrací.